# Schemat poznawczy
Schemat poznawczy – podstawowy element wiedzy o świecie społecznym, to organizacja uprzednich doświadczeń z jakimś rodzajem zdarzeń, obiektów lub osób. 
Schemat zawiera wiedzę uogólnioną i wyabstrahowaną z konkretnych doświadczeń.
Forma trwałej reprezentacji poznawczej, obejmująca sens typowej sytuacji, jak i znaczenie typowych form zachowania, które powinny zostać wygenerowane w reakcji na tę typową sytuację.